# ميشائل فيتمان
ولد ميشائل فيتمان في 2 أبريل 1914 على أرض مزرعة ابيه قرب فوجتال بمدينة أوبير بافلز الألمانية، وإنضم إلى لواء التدخل السريع بالجيش الألماني (Wehrmacht) في أكتوبر 1934، ثم اشترك بعد ذلك في قوات النخبة الهتلرية (LSSAH) عام 1937 حيث خدم كسائق في وحدة استطلاع ثم قائداً لإحدى العربات المدرعة (Sd.Kfz. 222) خلال الحملة على بولندا وفرنسا.
بعد معركة فرنسا تسلحت قوات النخبة الهتلرية (LSSAH) بدبابة جديدة (Sturmgeschütz) وأعطى إلى ويتمان قيادة إحدى تلك الدبابات التي تتسلح بمدفع عيار 75 ملم والتي شاركت في معارك البلقان خلال الحملة على اليونان.
مع بدء عملية باربروسا في 22 يونيو 1941، عمل فيتمان في جنوب روسيا وكان يلاحظ عليه الأنانية في اغلب الأحيان! ، وفي يومه الأول دمر ويتمان 6 دبابات T34/76 خلال الهجوم المضاد للروس في محاولة لصد الغزو الالمانى، ونتيجة لكفاءته ومهارته تم ترقيته إلى ملازم تحت التدريب في 4 يونيو 1942 .
عقب تخرجه من مدرسة تدريب الضباط في بوليرمل، دخل ويتمان ساحات التدريب على فرق النمور الألمانية المدرعة (البانزر) والتي تتسلح بالدبابة الثورية والقوية (PzKpfw IV)، وقابل طاقمه الجديد ومنهم صديقه بوبى والسائق ومشغل الراديو وعلى الرغم من وجود عيوب بالدبابة الا ان مهارة ويتمان جعلته يصارع بها أقوى أنواع الدروع في ذلك الوقت.
وعاد فيتمان إلى روسيا في يناير عام 1943 خلال عملية كورسك واستطاع خلالها تدمير 30 دبابة من طرازات KV IS + T34/7 بالإضافة إلي 28 من مضادات الدروع و2 من بطاريات المدفعية، وكان فيتمان يخشى مضادات الدروع والتي تفتك بالدبابات وذلك لصعوبة كشفها خصوصا إذا كان التمويه جيداً، وفي 13/ 14 يناير أبلغ فيتمان وقيادته ان مجموعتهم دمرت الدبابة 88 ونتيجة لذلك حصل كل من فيتمان وصديقه بوبى على صليب الشجاعة وعلم المدفعية.!!
في 16 يناير مجموعات كبيرة من الدبابات الروسية تشمل T34/76 و KV IS هاجمت مواقع تمركز مجموعة ويتمان، وتمكن فيتمان من تدمير 16 دبابة اضافية بنهاية اليوم. وترك فيتمان الجبهة الشرقية مع 119 دبابة محطمة باسمه!! . ورقى إلى رتبة ملازم أول في 30 يناير 1944 بعد انتهاء حملة بربروسا بالفشل !.
وبلغ مجموع ماحطمه ما يقرب من 132 دبابة و 128 من الأسلحة المضادة للدروع وعدد غير محدد من بطاريات المدفعية.

## الوفاة
قتل ميشائل فيتمان في 8 أغسطس 1944 عندما كان يشارك في الهجوم المضاد لأخذ التله 122 القريبة من بلدة (St. Aignan de Cramesnil) والتي حاصرتها القوات البريطانية الكندية قبل ذلك بساعات وجاءت الطلقة القاتلة من قائد دبابة شيرمان يدعى جوردن !